# Bogem Pinggir
Bogem Pinggir is een bestuurslaag in het regentschap Sidoarjo van de provincie Oost-Java, Indonesië. Bogem Pinggir telt 2191 inwoners (volkstelling 2010).